# Moorweg
Moorweg er en kommune i Samtgemeinde Esens i Landkreis Wittmund, i den nordvestlige del af den tyske delstat Niedersachsen.

## Geografi
Kommunen Moorweg er for en stor del skovdækket, og i den tyndt befolkede kommune er der flere Naturschutzgebiete f.eks. Ochsenweide på 67 ha der blev fredet i 1990; området ligger delvist i kommunen Holtgast.
Enestående er Burkhardegen der med en omkreds på over 5 meter må være over 400 år gammel.

### Inddeling
Kommunen blev dannet i 1972, da landsbyerne Altgaude, Klosterschoo, Neugaude, Wagnersfehn og Westerschoo slog sig sammen til èn kommune.